# هيئة قناة السويس

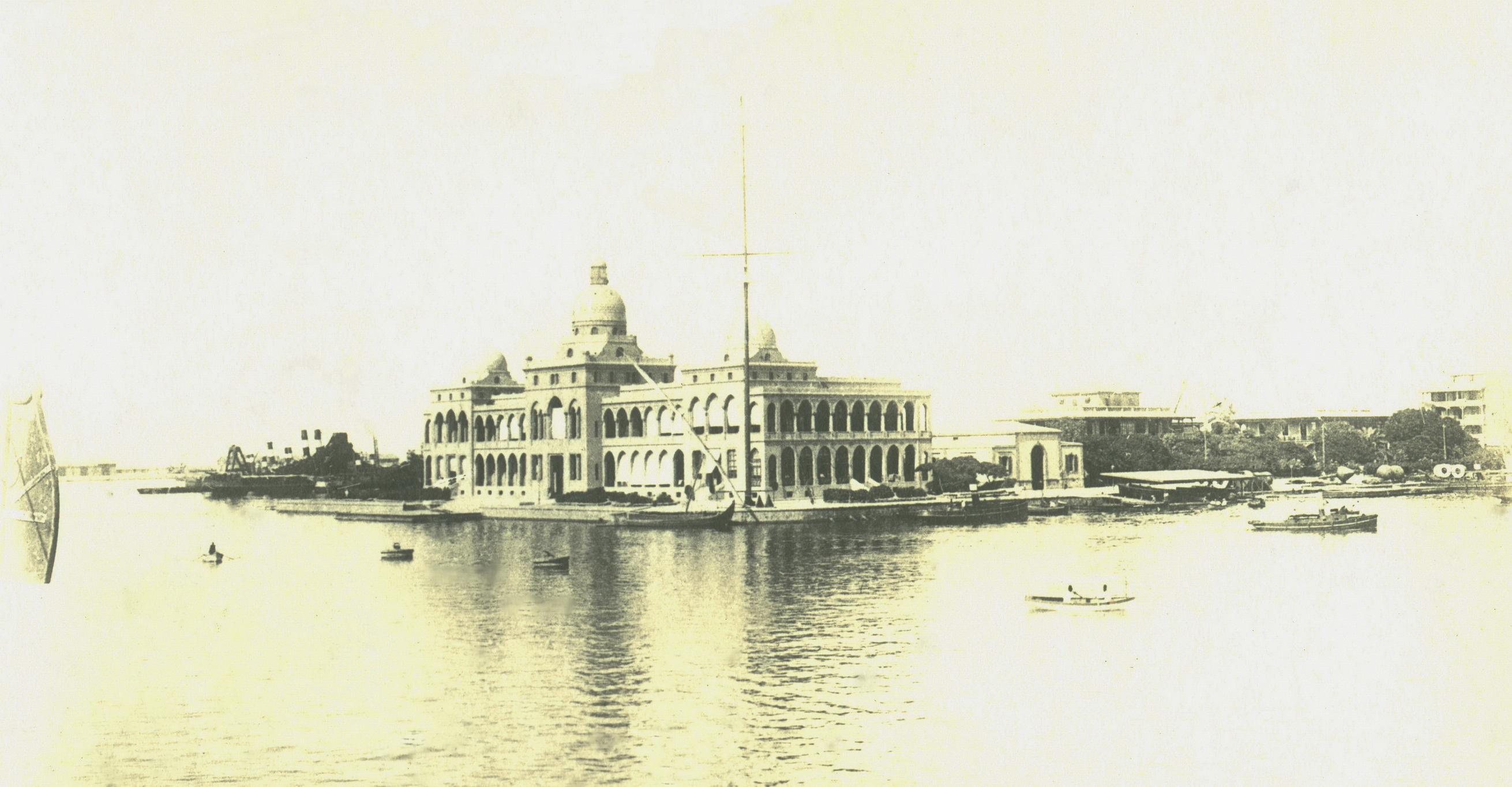

هيئة قناة السويس هي هيئة حكومية اقتصادية مصرية ذات شخصية مستقلة تتبع رئيس مجلس الوزراء، أنشأت في 26 يوليو 1956 بعد تأميم القناة والشركة العالمية لقناة السويس البحرية المُشغلة لها من قبل الحكومة المصرية، تختص الهيئة بإدارة قناة السويس واستغلالها وصيانتها وتحسينها كما تختص دون غيرها بإصدار اللوائح المتعلقة بالملاحة في قناة السويس وغير ذلك من اللوائح اللازمة لحسن سير المرفق.
وللهيئة مجلس إدارة يصدر بتعيين رئيسه وأعضائه وبإعفائهم من مناصبهم وبتحديد مرتباتهم ومكافآتهم قرار من رئيس الجمهورية. وتفرض هيئة قناة السويس رسوم على الملاحة والمرور عبر القناة كما تحصل على رسوم على الإرشاد والقطر والرسو وما إلى ذلك وفقاً لما تقضي به القوانين واللوائح. وللهيئة ميزانية مستقلة يتبع في وضعها القواعد المعمول بها في المشروعات التجارية، وتبدأ السنة المالية في أول يوليو وتنتهي في آخر يونيو من كل عام.

## الشركات التابعة
- شركة قناة السويس القابضة للصناعات والخدمات البحرية والاستثمار.[5]
  - شركة القناة لرباط وأنوار السفن.
  - الشركة البورسعيدية للأعمال الهندسية والإنشاءات البحرية (نتيجة دمج شركتي "الأعمال الهندسية البورسعيدية” و “القناة للإنشاءات البحرية").
- شركة القناة للموانئ والمشروعات الكبرى.
- شركة القناة للحبال والألياف الطبيعية.
- شركة قناة السويس للاستزراع السمكي والأحياء المائية.[6]
- شركة قناة السويس للاستثمار.[7]
- شركة قناة السويس للأمن والحراسات.[8]

### الترسانات
- شركة التمساح لبناء السفن.
- شركة ترسانة السويس البحرية.
- شركة ترسانة بورسعيد البحرية.
- شركة ترسانة بورتوفيق البحرية.
- شركة القناة للترسانة النيلية.[9]

## الشركات المشتركة
- شركة التحدي المصرية الإماراتية للأعمال البحرية والتكريك.[10][ملاحظة 1]
- شركة قناة السويس هيلثي للصناعات الغذائية.[11]
- شركة العلمين لإدارة الموانئ واليخوت.[12]
- شركة قناة السويس للقوارب الحديثة.[12]
- شركة قناة السويس لتنمية الموانئ البحرية.[12]

## إدارة الهيئة

### رؤساء شركة قناة السويس
- فرديناند دي لسبس (1855 - ديسمبر 1894).
- جول جيشار (ديسمبر 1894 - يوليو 1896).
- أوغست لويس (أغسطس 1896 - 1913).
- تشارلز جونار (مايو 1913 - 1927).
- لويس دي رواج (أبريل 1927 - مارس 1948).
- فرانسوا شارل رو (أبريل 1948 - يوليو 1956).

### رؤساء هيئة قناة السويس
- حلمي بهجت بدوي (يوليو 1956 - يوليو 1957).
- محمود يونس (يوليو 1957 - أكتوبر 1965).
- مشهور أحمد مشهور (أكتوبر 1965 - ديسمبر 1983).
- محمد عزت عادل (يناير 1984 - ديسمبر 1995).
- أحمد فاضل (يناير 1996 - أغسطس 2012).
- مهاب مميش (أغسطس 2012 - أغسطس 2019).
- أسامة ربيع (أغسطس 2019 - الآن).[13]

## أسطول الهيئة
تمتلك هيئة قناة السويس العديد من الوحدات العائمة وتنقسم إلى:
- الكراكات[15]
- القاطرات[16][17]
- الأوناش

## وصلات خارجية
- هيئة قناة السويس